# Marthamyces panizzei
Marthamyces panizzei är en svampart som först beskrevs av De Not., och fick sitt nu gällande namn av Minter 2003. Marthamyces panizzei ingår i släktet Marthamyces och familjen Rhytismataceae.   Inga underarter finns listade i Catalogue of Life.